# Larisa Merk
Larisa Merk (in russo ариса Викторовна Мерк?; Novosibirsk, 16 marzo 1971) è un'ex canottiera russa.
Specializzata nel quattro di coppia, in carriera ha partecipato a quattro edizioni dei Giochi olimpici, tutte con il quattro di coppia. Dopo l'esordio con il settimo posto ad Atlanta 1996, a Sydney 2000 riuscì a vincere insieme a Oksana Dorodnova, Irina Fedotova e Ioulia Levina. Nella successiva edizione di Atene 2004 si fermò ai piedi del podio a meno di due secondi dall'imbarcazione australiana giunta terza, mentre nella sua quarta e ultima partecipazione a Pechino 2008 chiuse solo al settimo posto.
Nelle sue varie partecipazione ai Mondiali di canottaggio vinse due medaglie di argento e tre di bronzo, mentre agli Europei si aggiudicò solo una medaglia d'argento.

## Palmarès
- Giochi olimpici

Sydney 2000: bronzo nel quattro di coppia femminile.
- Mondiali

Colonia 1998: argento nel quattro di coppia.
St. Catharines 1999: bronzo nel quattro di coppia.
Siviglia 2002: argento nel due di coppia.
Banyoles 2003: bronzo nel due di coppia.
Kaizu 2005: bronzo nel quattro di coppia.
- Europei

Maratona 2008: argento nel quattro di coppia.